# Автошлях 6 Меріленду
Автошлях 6 Меріленду (Maryland Route 6) — штатний автомобільний шлях штату Меріленд. Траса американського штату починається поблизу річки Потомак в Ріверсайді на схід до MD 235 в Оравілі. MD 6 з'єднує кілька невеликих містечок південного округу Чарльз і північного округу Сейнт-Мері з американським маршрутом 301 в Ла — Платі, головному місті округу Чарльз, і MD 5 в Шарлотт Хол. Шосе штату також надає доступ до кількох історичних місць навколо Порт-Тобакко, першопочатковому головному місті округу Чарльз. MD 6 було одним з перших автомобільних доріг, пронумерованих Дорожною комісією штату Меріленд в 1927 році. Шосе штату було прокладено з Ла-Плати до Ріверсайду в кінці 1910-х — на початку 1920-х років. Відрізок шосе Ла-Плата — Шарлотт Холл був побудований в середині 1920-х років. Відрізок MD 6 на схід від Шарлот Хол був в основному побудований в кінці 1920-х — початку 1930-х років. Заключна частина шосе була завершена в Оравілі в 1940 році.

## Опис маршруту
MD 6 починається неподалік від закінченої дороги поруч з річкою Потомак в Ріверсайді. Державна траса, або дорога Порт Тобакко, спрямована на північний - захід і представлена у вигляді широкої проїжджої частини між фермами. Коли дорога досягає MD 224(дорога Ріверсайд), MD 6 повертає на північ і розширюється до двосмугової дороги по лісистій місцевості. Державне шосе змінює напрямок на північний-захід, щоб перетнути Нанджеймой Крік, а потім проходить через селище Грейтон, наближаючись до закінчення MD 425 (Айронсайдс Роуд).  MD 6 продовжує свій шлях на північ до місцевості Нанджемой, перетинає заплаву Бівердам і починає повертати на схід. Шосе перетинає MD 344 (Чікамуксен Роуд) в містечку Донкастер перед тим, як пройти через Демонстраційний ліс в  Донкастері. На сході від державного лісу, MD 6 проходить через село Айронсайдс, де шосе знову перетинає MD 425. MD 425 прямує на південь так само, як Айронсайдс Роуд, і на північ, як Мейсон Спрінгс Роуд.
MD 6 є частиною національної системи автомобільних доріг, як головна магістраль US 301 на схід до Проспект Хілл Роуд в місті Ла - Плата.